# Amusia (araña)
Amusia es un género de arañas araneomorfas de la familia Gnaphosidae. Se encuentra en África austral y África oriental. 

## Lista de especies
Según The World Spider Catalog 12.0:
- Amusia cataracta Tucker, 1923
- Amusia murina Tullgren, 1910